# خفج نحيل الخردلة
خفج نحيل الخردلة (الاسم العلمي: Diplotaxis tenuisiliqua) هو نوع من النباتات تتبع جنس الخفج من الفصيلة الكرنبية.